# هربرت دان
هربرت دان (بالإنجليزية: Herbert Dunn)‏ هو سياسي بريطاني وأسترالي (وحمل سابقاً جنسية المملكة المتحدة لبريطانيا العظمى وأيرلندا)، ولد في 6 مارس 1883 في أستراليا، وتوفي في 11 سبتمبر 1952. انتخب عضو مجلس النواب جنوب أستراليا من الجمعية عن دائرة Electoral district of Stirling (South Australia) ‏ وقد انضم خلال فترته النيابية (19 مارس 1938 – 11 سبتمبر 1952)  للكتلة البرلمانية مستقل.